# بيل روبرتس
بيل روبرتس (بالإنجليزية: Bill Roberts)‏ (12 يوليو 1908 في المملكة المتحدة - 22 فبراير 1976 ببرستل في المملكة المتحدة) هو مدرب كرة قدم ولاعب كرة قدم بريطاني (وحمل سابقاً جنسية المملكة المتحدة لبريطانيا العظمى وأيرلندا) في مركز الظهير. لعب مع توتنهام هوتسبير ونادي بريستول سيتي ونيوبورت كونتي.